# Países Baixos na Copa do Mundo FIFA de 1998
| Países Baixos 4º lugar       | Países Baixos 4º lugar |
| ---------------------------- | ---------------------- |
| \| Oficial \| Alternativo \| |                        |
| Associação                   | RAFPB                  |
| Confederação                 | UEFA                   |
| Participação                 | 7ª                     |
| Melhor resultado             | Vice-campeã: 1974      |
| Treinador                    | Guus Hiddink           |
| Oficial                      | Alternativo            |

A Seleção Neerlandesa de Futebol participou pela oitava vez da Copa do Mundo FIFA. A equipe havia se classificado em primeiro lugar no grupo 7 das elimitatórias europeias para a Copa do Mundo. A seleção se classificou vencendo 6 partidas, além de ter empatado com a Turquia, que também viria a dar a única derrota da Oranje no grupo. A seleção terminou com a vaga direta com apenas um ponto de vantagem sobre a vizinha Bélgica, que foi para a repescagem. Dennis Bergkamp foi o artilheiro neerlandês nas eliminatórias, com 7 gols.

## Jogadores convocados
Dos jogadores que disputaram a Copa do Mundo FIFA de 1994, 9 foram convocados: Edwin van der Sar, Ed de Goeij, Frank de Boer, Arthur Numan, Ronald de Boer, Wim Jonk, Marc Overmars, Aron Winter e Bergkamp, enquanto 8 atletas da Eurocopa de 1996 foram lembrados na convocação de Guus Hiddink: o goleiro Ruud Hesp, os defensores Winston Bogarde, Jaap Stam e Michael Reiziger, os meias Clarence Seedorf, Phillip Cocu e Edgar Davids, que chegou a ser afastado da delegação após divergências com Hiddink no caso "De Kabel", e o atacante Patrick Kluivert. Porém, nomes conhecidos das Copas de 1990 e 1994 e das Eurocopas de 1992 e 1996, como Danny Blind, Gaston Taument, Jordi Cruijff e Richard Witschge, não foram lembrados por Hiddink na lista definitiva.
| Número | Jogador                  | Posição       | Clube             |
| ------ | ------------------------ | ------------- | ----------------- |
| 1      | Edwin van der Sar        | Goleiro       | Ajax              |
| 18     | Ed de Goeij              | Goleiro       | Chelsea           |
| 22     | Ruud Hesp                | Goleiro       | Barcelona         |
|        |                          |               |                   |
| 2      | Michael Reiziger         | Defensor      | Barcelona         |
| 3      | Jaap Stam                | Defensor      | PSV Eindhoven     |
| 4      | Frank de Boer            | Defensor      | Ajax              |
| 5      | Arthur Numan             | Defensor      | PSV Eindhoven     |
| 13     | André Ooijer             | Defensor      | PSV Eindhoven     |
| 15     | Winston Bogarde          | Defensor      | Barcelona         |
|        |                          |               |                   |
| 6      | Wim Jonk                 | Meio-campista | PSV Eindhoven     |
| 7      | Ronald de Boer           | Meio-campista | Barcelona         |
| 10     | Clarence Seedorf         | Meio-campista | Real Madrid       |
| 11     | Phillip Cocu             | Meio-campista | PSV Eindhoven     |
| 12     | Boudewijn Zenden         | Meio-campista | PSV Eindhoven     |
| 14     | Marc Overmars            | Meio-campista | Barcelona         |
| 16     | Edgar Davids             | Meio-campista | Juventus          |
| 19     | Giovanni van Bronckhorst | Meio-campista | Feyenoord         |
| 20     | Aron Winter              | Meio-campista | Internazionale    |
|        |                          |               |                   |
| 8      | Dennis Bergkamp          | Atacante      | Arsenal           |
| 9      | Patrick Kluivert         | Atacante      | Milan             |
| 17     | Pierre van Hooijdonk     | Atacante      | Nottingham Forest |
| 21     | Jimmy Floyd Hasselbaink  | Atacante      | Leeds United      |

## Desempenho

### Primeira fase
Sorteada no grupo 7, com Bélgica, Coreia do Sul e México, a Seleção Neerlandesa iniciou a campanha empatando sem gols com os belgas, e tendo Kluivert expulso aos 80 minutos depois de uma discussão com o zagueiro Lorenzo Staelens. Pouco depois, o atacante revelou que Staelens o teria xingado de "estuprador" (Kluivert e outros 3 amigos foram acusados de participação no estupro de uma garota em Amsterdã, porém a denúncia foi arquivada por falta de provas).
Contra a Coreia do Sul, a Oranje não teve dificuldade para fazer 5 a 0, gols de Cocu, Overmars, Bergkamp, Van Hooijdonk e Ronald de Boer (estes já na reta final do jogo), e empatariam em 2 a 2 com o México, depois de Cocu e Ronald de Boer abrirem 2 a 0 no placar, permitindo a reação de La Tri nos minutos finais, com Ricardo Peláez e Luis Hernández.

### Oitavas e quartas-de-final
Contra a Iugoslávia, os Países Baixos abriram o placar com Bergkamp, após disputar a bola com o lateral Zoran Mirković. Slobodan Komljenović empatou aos 48 minutos, e Davids, aos 92, fez o gol da classificação às quartas-de-final, onde enfrentariam a Argentina.
Aos 12 minutos, Kluivert aproveitou uma jogada precisa de Ronald de Boer e fez o primeiro gol do jogo. Porém, Claudio López empatou 5 minutos depois, após passe de Juan Sebastián Verón. Aos 76 minutos, Arthur Numan, que já tinha cartão amarelo, deu uma entrada violenta em Diego Simeone e foi expulso, enquanto Ariel Ortega teve o mesmo destino aos 87, depois de ter dado uma cabeçada em Van der Sar (em sua biografia, o goleiro admitiu que forçou a expulsão do argentino). 3 minutos depois, um passe longo de Frank de Boer achou Bergkamp, que driblou Roberto Ayala antes de mandar um chute forte, sem chances para Carlos Roa.

## Semifinal contra o Brasil
Em 7 de julho, a Oranje reencontraria o Brasil 4 anos depois da partida válida pelas quartas-de-final da Copa de 1994, vencida pela Seleção Canarinho, que viria a conquistar o tetracampeonato. Os neerlandeses assustaram no início, em finalizações de Bergkamp e Cocu, entretanto o meio-campo brasileiro, liderado por Dunga e César Sampaio, alternava entre a marcação e o apoio ao ataque.
No segundo tempo, os Países Baixos saíram pela primeira vez atrás do placar na competição depois que Rivaldo fez um passe diagonal para Ronaldo, que já entrava na grande área. O Fenômeno superou a marcação de Frank de Boer e Cocu e tocou por baixo de Van der Sar. O gol acordou a Oranje, que apostou na bola aérea para superar Taffarel - após um escanteio, Bergkamp, após cabeceio certeiro de Kluivert, finalizou à queima-roupa ao gol de Taffarel, que fez uma defesa difícil.
Somente aos 87 minutos que o goleiro brasileiro foi vencido pela insistência nas jogadas aéreas, quando Kluivert recebeu cruzamento de Ronald de Boer e mandou para o gol, livre de marcação. Nos acréscimos, Van Hooijdonk pediu pênalti após dividida com Júnior Baiano, mas o árbitro emiradense Ali Bujsaim mandou o jogo seguir, gerando revolta na torcida e na imprensa dos Países Baixos.
Não tendo conseguido fazer o gol de ouro, Brasil e Países Baixos decidiriam a vaga na final nos pênaltis; Frank de Boer e Bergkamp acertaram suas cobranças, porém Cocu e Ronald de Boer desperdiçaram, parando em Taffarel.

## Terceiro lugar
A despedida neerlandesa da Copa de 1998 foi na disputa pelo terceiro lugar contra a Croácia, a grande sensação do torneio, que venceu por 2 a 1 - Zenden foi o autor do último gol da seleção na competição. Bergkamp foi o artilheiro da Oranje na Copa, com 3 gols, seguido por Kluivert, com 2.